# Tunnel de Guinza
Le tunnel de Guinza est un tunnel routier monotube, achevé à l'état brut mais pas encore ouvert à la circulation, situé dans les Apennins, entre les cols de Bocca Trabaria au nord et Bocca Serriola au sud. Sa construction fait partie du plus grand projet de construction de la route européenne E78, communément appelée la Superstrada Fano - Grosseto ou Superstrada dei Due Mari, qui aurai crée un axe transversal entre les côtes Adriatique et Tyrrhénienne de l'Italie centrale. L'E78 fait partie du réseau routier transeuropéen.

## Caractéristiques et emplacement
Le tunnel commence sur le territoire de la municipalité de Mercatello sul Metauro (PU), où le tracé de l'E78, pour l'instant seulement défini, quitte la vallée de la rivière Métaure pour remonter le ravin étroit du ruisseau Sant'Antonio. L'entrée est situé dans la localité de Guinza à environ 560 mètres d'altitude. Après une distance de 5 960 mètres le tunnel s'achève du côté ombrien (à 581 m d'altitude) à l'ouest de Parnacciano, dans la municipalité de San Giustino (PG), où la route doit descendre vers la Valtiberina. Sa longueur le place sixième parmi les plus longs tunnels routiers d'Italie. Le tracé du tunnel atteint son point le plus élevé à environ 200 m de l'entrée du côté ombrien (581,4 m), puis l'itinéraire tend à la baisse jusqu'à la sortie avec une pente moyenne d'environ 0,5%. La section transversale a un diamètre d'environ 10 m avec un arc supérieur et un arc inversé en béton armé.

## Histoire et projets futurs
La conception d'un tunnel à double tubes à travers les Apennins comme épine dorsale de la nouvelle autoroute Fano - Grosseto remonte aux années 1980. Les travaux d'excavation du premier tube, d'un coût d'environ 500 milliards de lires, ont commencé dans les années 90 et se sont achevés en 2004. Dès lors, les chantiers ont été interrompus en raison du manque de financement pour la construction du deuxième tube et en raison de l'indécision sur le tracé de la liaison avec la route européenne E45 côté ombrien. Cependant, à la fin de 2009, le ministre de l'Infrastructure et des Transports Altero Matteoli a promis la reprise des travaux dans un court laps de temps. Une fois terminé, le tracé assurera une liaison rapide entre les Marches et la Toscane, en remplaçant l'itinéraire actuel et plus dangereux qui culmine au col de Bocca Trabaria à 1 049 mètres d'altitude, qui présente les caractéristiques d'une route de montagne.
En 2018, les concepteurs de l'ANAS se concentrèrent exclusivement sur la section entre Parnacciano dans la municipalité de San Giustino et Mercatello sul Metauro ; le projet final prévoyait l'ouverture du tunnel de Guinza et la partie restante de l'infrastructure déjà construite dans la région des Marches avec une chaussée unique à circulation bidirectionnelle et l'introduction temporaire du trafic dans le réseau routier ordinaire (sur la route municipale passant par Mercatello, via Ca 'Lillina). Le projet a été examiné par le Conseil supérieur des travaux publics en novembre 2018, dont l'intention était de reprendre l'ancien projet à deux voies par sens de marche, qui implique la construction du deuxième tube du tunnel.
En mai 2019, le ministre de l'Infrastructure Danilo Toninelli a annoncé la nomination d'un commissaire extraordinaire pour l'achèvement du projet.
Le tunnel, faisant partie du réseau routier transeuropéen, relève du champ d'application de la directive européenne 54/2004 concernant les exigences minimales de sécurité pour les tunnels du réseau routier transeuropéen d'une longueur supérieure à 500 m. Il s'ensuit que toute conception visant à ouvrir le tunnel à la circulation doit suivre des critères stricts pour assurer le transit des véhicules dans le tunnel avec des critères de sécurité élevés. Cela augmentera également le délai de livraison.
En 2020, les sections achevées restent inutilisables, l'ouvrage étant toujours considéré comme inachevé,.